# Антоцеротовые (семейство)
Антоцеротовые (лат. Anthocerotaceae) — семейство мохообразных растений, входящее в одноимённые монотипные порядок Anthocerotales и класс Anthocerotopsida.
В состав семейства включают следующие роды:
- Anthoceros typus — Антоцерос
- Folioceros — Фолиоцерос
- Sphaerosporoceros — Сфероспороцерос

Согласно базе данных Catalogue of Life на январь 2025 года семейство включает следующие существующие в настоящее время роды:
- Anthoceros L., 1753 — Антоцерос
- Folioceros D.C. Bhardwaj, 1971 — Фолиоцерос